# Rob Younger
Rob Younger (...) è un musicista, cantante e produttore discografico australiano.
Noto principalmente per essere il cantante del gruppo punk rock di Sydney, Radio Birdman. Formò il gruppo nel 1974 insieme a Deniz Tek, Chris Masuak, Warwick Gilbert e Ron Keeley. Con questa band suonerà fino al 1978, incidendo due album: Radios Appear (1977) e Living Eyes che uscirà, postumo, nel 1981. Nel 1996 i Radio Birdman si riuniranno, riprendendo l'attività dal vivo e quella in studio. I frutti della riunione sono gli album Ritualism (1997, live) e Zeno Beach (2006). I Radio Birdman si scioglieranno definitivamente nel 2008.
Successivamente al primo scioglimento dei Radio Birdman, nel 1981 Younger insieme a Deniz Tek, Warwick Gilbert, Ron Asheton (The Stooges) e Dennis Thompson (MC5) formerà il supergruppo New Race, che durerà solo per un tour la cui testimonianza è il disco dal vivo The First and The Last.
Dopo l'esperienza New Race, Younger diventerà il cantante dei New Christs, gruppo formatosi nel 1984, che attraverso vari cambi di formazione pubblicherà diversi singoli e quattro album: Distemper (1989), Lower Yourself (1997), We Got This! (2002), Gloria (2009).
Younger ha preso parte anche al gruppo Deep Reduction di Deniz Tek, partecipando al secondo album, 2, pubblicato nel 2003.
Rob Younger è anche un produttore discografico, in particolare ha lavorato per gruppi della casa discografica Citadel Records come i Died Pretty.